# Rheumaptera ljungdahli
Rheumaptera ljungdahli là một loài bướm đêm trong họ Geometridae.